# Poseidon (bølgemaskine)
 For alternative betydninger, se Poseidon. (Se også artikler, som begynder med Poseidon)
Poseidon er en bølgemaskine hvis koncept går tilbage til 1980. Maskinen benytter bølgernes op og nedad gående bevægelser til udvikling af effekt. Til dette benyttes en række flydere der har front imod bølgerne. Et hydrauliksystem benyttes til at omdanne flyderenes bevægelser til energi. Bag Poseidon er vandet helt stille.

## Udviklingsforløb
Tests: 
- 1998 – en 1:30 skalamodel blev testet hos Aalborg Universitet, denne havde en front mod bølgerne på 2,4 meter.

- 1999/2000 – blev forskellige flydere på 0,75 meter testet.

- 2001/2002 – blev en 1:10 skalamodel testet med en bølgefront på 8,4 meter.

- 2010 – fik Poseidon søsat deres 1:6 skalamodel kaldt Poseidon 37. Denne har en front mød bølgerne på 37 meter og vejer 330 ton. Anlægget udskiller sig fra andre da dette har fået påmonteret tre vindmøller a 11 kW. Herved bliver den maksimale effekt på maskinen 113 kW.